# Saman Veisi
Saman Veisi (en persan : سامان ویسی), né le 7 août 1982, à Sanandaj, en Iran, est un joueur iranien de basket-ball. Il évolue au poste d'arrière.

## Palmarès
- 3e des Jeux asiatiques de 2006
- Champion d'Asie 2013